# Dermophis gracilior
Dermophis gracilior är en groddjursart som beskrevs av Günther 1902. Dermophis gracilior ingår i släktet Dermophis och familjen Caeciliidae. IUCN kategoriserar arten globalt som otillräckligt studerad. Inga underarter finns listade i Catalogue of Life.